# Æthelbald (Wessex)

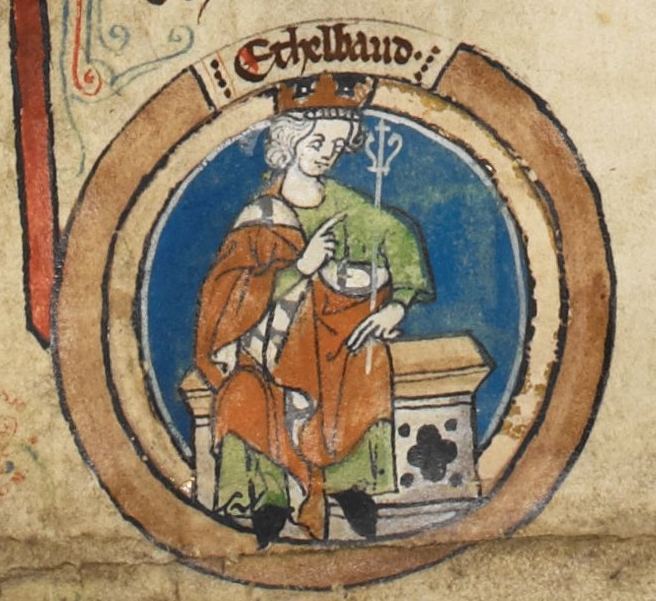
Æthelbald in einer Abbildung aus dem 13. Jahrhundert

Æthelbald (Æþelbald, Ethelbald) (* um 834; † 20. Dezember 860) war der zweite Sohn des angelsächsischen Königs von Wessex Æthelwulf und seiner ersten Ehefrau Osburga. Von 855 bis 860 war er König von  Wessex.
Als sein älterer Bruder Æthelstan 851 verstarb, wurde Æthelbald Erbe seines Vaters Æthelwulf und ließ sich in dessen Abwesenheit – Æthelwulf befand sich von 855 bis 856 auf einer Reise nach Rom – zum König krönen. Seine Krönung fand in Kingston upon Thames statt. Als sein Vater zurückkehrte, akzeptierte er seinen Sohn als (Mit-)König, um einen Bürgerkrieg zu vermeiden, und übertrug ihm die Herrschaft des eigentlichen Wessex, während er selbst über Kent, Sussex und Surrey herrschte.
Nach dem Tod seines Vaters am 13. Januar 858 gingen diese Gebiete auf seinen jüngeren Bruder Æthelberht († 865) über. Noch im gleichen Jahr heiratete Æthelbald höchstkontrovers die Witwe des Vaters, seine 14-jährige Stiefmutter Judith (* wohl 844; † nach 870), die Tochter des karolingischen Kaisers Karl der Kahle, da er das Prestige einer fränkischen Prinzessin der Dynastie seiner Familie nicht verloren gehen lassen wollte. Aus religiöser Sicht beging er damit Inzest. In einer Quelle des 13. Jahrhunderts wird jedoch angegeben, Æthelbald hätte Judith aus Bußfertigkeit verstoßen.
Æthelbald starb bereits 860 und wurde in Sherborne in Dorset begraben. Danach kehrte Judith ins Frankenreich zurück. Da seine Ehe kinderlos geblieben war, wurde sein Bruder Æthelberht, der in Nachfolge des Vaters bereits König von Kent, Sussex und Surrey gewesen war, sein Nachfolger und vereinte damit die Gebiete seines Vaters wieder.
Seit 1997 ist Æthelbald Namensgeber für das Ethelbald Bluff, ein Kliff der Alexander-I.-Insel in der Antarktis.